# Mistrzostwa Świata w Kajakarstwie Górskim 1955
4. Mistrzostwa świata w kajakarstwie górskim odbyły się w dniu 31 lipca 1955 w Tacen, w Jugosławii. Zawodnicy rywalizowali ze sobą w dziewięciu konkurencjach: pięciu drużynowych i czterech indywidualnych.

## Końcowa klasyfikacja medalowa
| Miejsce | Państwo        | Złoto | Srebro | Brąz | Razem |
| ------- | -------------- | ----- | ------ | ---- | ----- |
| 1       | Czechosłowacja | 4     | 1      | 4    | 9     |
| 2       | RFN            | 3     | 1      | 0    | 4     |
| 3       | NRD            | 1     | 4      | 2    | 7     |
| 4       | Francja        | 1     | 1      | 0    | 2     |
| 5       | Austria        | 0     | 1      | 1    | 2     |
| 6       | Szwajcaria     | 0     | 1      | 1    | 2     |
| 7       | Jugosławia     | 0     | 0      | 1    | 1     |

## Medaliści
| Konkurencja:           | Złoto: | Srebro:                                                                                                 | Brąz: |
| C-1 mężczyzn           | Vladimír Jirásek                                                                                               | Luděk Beneš                                                                                             | Karl-Heinz Wozniak                                                                                               |
| C-1 drużynowo mężczyzn | Czechosłowacja · Vladimír Jirásek · Jiří Hradil · Luděk Beneš                                                  | NRD · Karl-Heinz Wozniak · Dieter Fritzsche · Manfred Schubert                                          | Szwajcaria · Roland Bardet · Jean-Claude Tochon · Robert Inhelder                                                |
| C-2 mężczyzn           | Francja · Claude Neveu · Roger Paris                                                                           | NRD · Dieter Friedrich · Horst Kleinert                                                                 | Czechosłowacja · František Hrabě · Jiří Kotana                                                                   |
| C-2 drużynowo mężczyzn | Czechosłowacja · František Hrabě i Jiří Kotana · Vladimír Lánský i Josef Hendrych · Rudolf Flégr i Milan Řehoř | NRD · Dieter Friedrich i Horst Kleinert · Dieter Göthe i Helmut Weise · Franz Brendel i Günter Grosswig | Austria · Wolfram Steinwendtner i Bruno Kerbl · Harry Jarosch i Eduard Haider · Alfred Falkner i Richard Schauer |
| K-1 mężczyzn           | Sigi Holzbauer                                                                                                 | Miloslav Duffek                                                                                         | Jože Ilija |
| K-1 drużynowo mężczyzn | RFN · Manfred Vogt · Sigi Holzbauer · Alois Würfmannsdobler                                                    | Austria · Robert Fabian · Rudolf Klepp · Eduard Radelspöck                                              | Czechosłowacja · Dimitrij Skolil · Vladimír Cibák · Zdeněk Matějovský                                            |
| C-2 konkurs mieszany   | Czechosłowacja · Dana Martanová · Jiří Pecka                                                                   | Francja · Simone Gavinet · René Gavinet                                                                 | Czechosłowacja · Jarmila Pacherová · Miroslav Čihák                                                              |
| K-1 kobiet             | Rosemarie Biesinger                                                                                            | Karin Tietze                                                                                            | Eva Setzkorn |
| K-1 drużynowo kobiet   | NRD · Eva Setzkorn · Elfriede Hugo · Karin Tietze                                                              | RFN · Rosemarie Biesinger · Anni Reifinger · Hanni Schulte                                              | Czechosłowacja · Jaroslava Havlová · Květa Havlová · Renata Knýová                                               |